# Jon Postel
Jonathan Bruce Postel (6 d'agost de 1943 - 16 d'octubre de 1998), de la Universitat de Califòrnia, va ser, des del 1969 i fins a la seva mort, un dels personatges més influents en la definició d'Internet com a editor dels documents RFC (Request for Comments), una sèrie de documents en què es defineixen tots els estàndards, investigacions, metodologies i innovacions relacionades amb Internet. Des d'aquest lloc, va treballar en l'estandardització de tot allò relacionat amb la xarxa i va ser el responsable de la definició de la família de protocols TCP/IP: el document RFC 791 (protocol IP), l'RFC 792 (protocol ICMP) i l'RFC 793 (protocol TCP). Altres protocols en els quals també va participar són l'SMTP (correu electrònic) i el DNS (resolució de noms).